# Карбина
Карбина — упразднённая в 2013 году деревня в Уватском районе Тюменской области. Входила в состав Горнослинкинского сельского поселения Уватского муниципального района.

## География
Находилась деревня на берегу Иртыша.
Климат
Как и весь район, территория приравнена к районам Крайнего Севера.
Климат с продолжительной и холодной зимой с сильными ветрами и метелями, непродолжительным теплым летом, короткими переходными весенним и осенним сезонами. Среднемесячные значения изменяются от минус 22,0-19,2°С в январе до плюс 16,9-17,6°С в июле; при этом средняя температура зимних месяцев составляет минус 17,7-20,6°С, летних — плюс 14,6-15,6°С. Среднегодовое количество осадков составляет 559—676 мм. Устойчивый снежный покров образуется в среднем в конце октября. Число дней с устойчивым снежным покровом составляет 185—189 дней.

## История
Была зафиксирована в 1903 году как Юрты Карбинские.
В 1921 г. Юрты Карбинские входили в состав Нагорно-Слинкинского потребительского общества.
В 1927 г. д. Карбина входила в Слинкинский сельский совет.
В 1940 году на территории д. Карбино Слинкинского с/совета организован колхоз «Путь к Социализму».
В 1957 году Карбино юрты входил в Горно-Слинкинский сельский совет.
К 1969 году Карбино входило в Горнослинкинский сельский совет.
1 ноября 2013 года деревни Карбина и Усть-Демьянск Уватского муниципального района упразднены «в связи с прекращением существования».

## Население
| 1989 | 2002 | 2010 |
| ---- | ---- | ---- |
| 11   | ↘8   | ↘0   |

| год  | количество жителей |
| ---- | ------------------ |
| 1921 | 325                |
| 1927 | 363                |
| 2002 | 8                  |

Национальный состав
Согласно результатам переписи 2002 года, в национальной структуре населения татары составляли 100 %

## Инфраструктура
Было развито личное и коллективное сельское хозяйство.

## Транспорт
Водный транспорт. Деревня стояла по Березовскому водяному почтовому тракту.